# Carrer Major (Campdevànol)
El Carrer Major és una via pública del municipi de Campdevànol (Ripollès). Almenys dos dels seus edificis formen part de manera individual en l'Inventari del Patrimoni Arquitectònic de Catalunya.

## Número 16
El número 16 és una obra inventariada. És una casa formada per planta baixa, dos pisos i un annex superior que ens recorda una certa tipologia gòtica de la casa entre mitgeres. És de destacar que la cornisa de la mateixa remata a l'altura de la casa veïna, fent patent la voluntat d'afegit de la part superior.

## Número 1

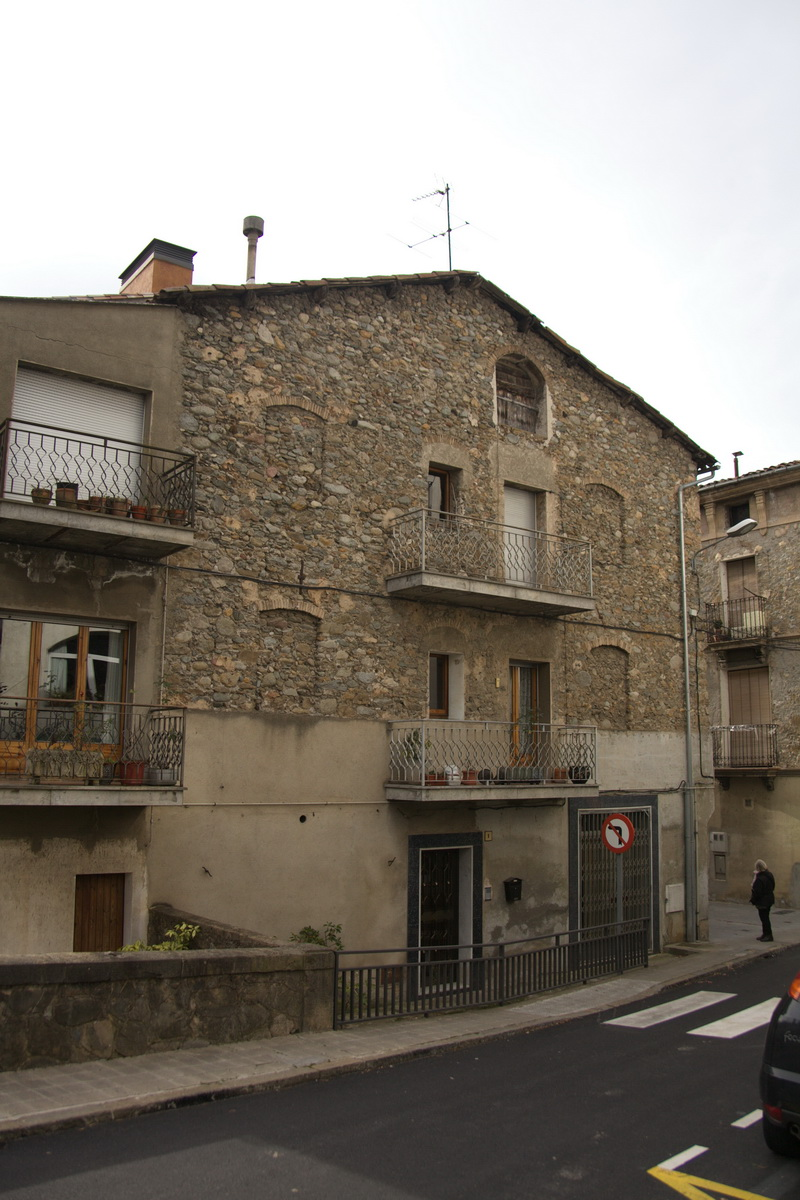
Número 1 del carrer Major

El número 1 és una obra inventariada. Curiosa reconversió d'una casa de pagès en edifici urbà d'apartaments. La formen planta baixa i tres pisos. És curiosa la reconstrucció de l'eixida amb un espai tancat i trencant l'estructura del teulat a dues aigües amb una solució mal aconseguida.